# Monachodesmus odiosus
Monachodesmus odiosus är en mångfotingart som beskrevs av Demange och Jean-Paul Mauriès 1975. Monachodesmus odiosus ingår i släktet Monachodesmus och familjen fingerdubbelfotingar. Inga underarter finns listade i Catalogue of Life.